# シャトル外交激動の四年
『シャトル外交 激動の四年』は、ジェームズ・ベーカーの著書。編集は政治記者のトーマス・デフランクによる。1989-1992年のジョージ・H・W・ブッシュ政権下の国務長官としての仕事を描く。
原著 "The Politics of Diplomacy: Revolution, War and Peace, 1889-1992" は、1995年にNew YorkのG. P. Putnam's Sons社から出版され、日本では1997年に新潮社から翻訳出版された。

## 各章の概要
この著作に記載のない補足記事は［ ］内に入れた。
1 冷戦が本当に終結した日
1990年8月2日、イラクがクウェート侵攻。翌日それを非難して、米ソが共同声明を出した。これで冷戦が本当に終わった。
2 三十年来の友情
1988年の大統領選挙投票日の2日前に、30年来のつきあいのブッシュから国務長官を依頼された。
3 改革前夜の世界
当時の最重要課題は米ソ関係で、衰退しつつあるソ連を軟着陸させることだった。
4 超党派外交の立て直し － 中米の騒乱に終止符を打つ
ニカラグアはコントラ戦争中だった。コントラ支援は断念し、1990年2月のニカラグア大統領選挙を支援。その結果サンディニスタ政権は下野、ニカラグア内戦は終わった。
5 ソ連 － ゴルバチョフ、シュワルナゼ、そして「新思考」
1989年3月にソ連のシュワルナゼ外相と、5月にミハイル・ゴルバチョフ書記長と初会談。ゴルバチョフは東欧各国の独自路線を認め、ポーランドとハンガリーは民主化へ進んでいた。
6 統合へ向かうヨーロッパ
1988年12月にゴルバチョフが通常兵器削減を発表。それを受けて1989年3月ヨーロッパ通常戦力交渉開始。
7 中国 － 大後退
[4月胡耀邦死。5月ゴルバチョフが中国訪問。] 中国でも政治改革を求めて天安門広場に学生らが集まった。1989年6月3日、天安門事件。それで中国に制裁を加える一方、米中関係が完全に切れない事にも留意した。
8 中東 － 泥沼の洗礼
4月イスラエルのイツハク・シャミル首相にパレスチナ代表との会談を提案したが、シャミルは同意しない。
9 ジャクソンホール精神
9月ワイオミング州ジャクソンホールでシュワルナゼ外相と会談。軍縮問題やソ連内外のさまざまな問題を議論。
10 ベルリンの壁の崩壊
89年9月、ハンガリーがオーストリアとの国境を開放（汎ヨーロッパ・ピクニック）。89年11月9日、東ドイツが国民に西側への旅行を許可。ニュースを聞いた市民がベルリン国境に押し寄せ、東西ベルリン国境の検問所が開放された。翌日市民はベルリンの壁を破壊した。引き続く東欧革命。12月ブッシュとゴルバチョフのマルタ会談。
11 パナマ － 独裁者の時代が終わった日
12月20日マヌエル・ノリエガ将軍が支配するパナマへ侵攻、ノリエガを逮捕。
12 ドイツ統一への方程式
90年2月のオタワ会議で、ドイツ統一について、東西ドイツ＋米英仏ソの2+4国で討論することに決定。[90年3月にゴルバチョフがソビエト連邦大統領になった。]
13 アフリカ － アパルトヘイトの終息
南アフリカでは89年9月にデクラークが大統領になり、90年2月にネルソン・マンデラを釈放。アパルトヘイトが終わった。
14 激動の始まり － ドイツ統一、リトアニア独立、ソ連の内紛
5月、統一ドイツが「加盟する同盟組織を選ぶ権利を持つ」事にゴルバチョフが同意。7月、統一ドイツがNATOに加盟することをソ連が承認。[10月3日ドイツ再統一。]
15 クウェート侵略への序曲
8月2日イラク軍がクウェート侵攻。多くの国はサダム・フセイン大統領が本当に侵攻するとは予想していなかった。
16 対イラク連合の結成
第1章のような米ソの対イラク共同声明。国連安保理でイラク非難の決議（国際連合安全保障理事会決議660,661,662,664,665,666,667,670,674）。
17 必要なあらゆる手段
11月29日の安保理で、イラクが翌年1月15日までに撤退しなければ「必要なあらゆる手段を行使する」と決議（国際連合安全保障理事会決議678）。
18 アメリカ国内のコンセンサス作り
国内議会も味方にせねばならない。1月のベーカー・アジズ会談が決裂に終わると、議会も開戦に賛成した。
19 和平への最後かつ絶好のチャンス
1991年1月9日にジュネーブでイラクのアジズ外相と会談したが、イラク軍撤退交渉は決裂。
20 盾が剣に変わる日
1月14日まで多国籍軍の関係諸国、英仏独伊加豪、アラブ諸国と調整。この時期にソ連軍がリトアニアを攻撃（血の日曜日事件 (リトアニア)）。
21 瀬戸際の攻防
1月17日バグダッドを攻撃し、湾岸戦争開始。対するイラクは、イスラエルにミサイル攻撃。これに報復しようとするイスラエルを自重させねばならなかった。
22 ゴルバチョフの和平工作
ゴルバチョフが和平を提案。イラク軍の撤退に3週間の猶予を希望したが、米は拒否。2月24日地上戦開始。28日終戦。
23 中東の戦後の展望
戦争が終わり、イスラエル問題を含む中東和平について改めて各国に接触。
24 権力の座に居すわるサダム・フセイン
バグダッド占領はしなかったので、フセインは戦後も大統領だった。[息子ブッシュの2003年のイラク戦争までイラク大統領だった。]
25 中東和平会議への序曲 － 責任は誰が負う
中東和平会議をしようにも、イスラエルのシャミル首相もシリアのアサド大統領も同意しない。
26 ベルリンからバルカンへ
1990年11月にヨーロッパ通常戦力条約調印。12月シュワルナゼ外相辞任。91年6月ボリス・エリツィンがロシア大統領。7月START調印。6月にスロベニアとクロアチアがユーゴスラビアから独立宣言をし、セルビアによる攻撃が迫っていた。
27 和平への突破口
7月、アサドが中東和平会議に合意した。それでシャミルも出席に合意。パレスチナ代表も出席し、10月にマドリードで中東和平会議。
28 揺れる帝国
8月19-21日、ソ連8月クーデターが失敗に終わる。ゴルバチョフは共産党書記長を辞任。共産党中央委員会解散。9月バルト三国独立をソ連が承認。
29 入植、債務保証、そして和平交渉
シャミルがヨルダン川西岸地区への入植を継続するので、米国はイスラエルの債務保証を中止。6月の選挙でイスラエル首相は労働党のイツハク・ラビンに変わり、入植を中止した。
30 涙ながらにごみ箱へ
12月21日エリツィン主導のアルマアタ会議で、ロシアをはじめとする独立国家共同体(CIS)が誕生。12月25日ゴルバチョフはソ連大統領を辞任し、ソ連は消滅した。
31 新時代の幕明け
中国訪問。北朝鮮、アンゴラ、ハイチ、エルサルバドル問題に介入。NAFTAやウルグアイ・ラウンドの承認は94年になった。
32 新独立国の自由を支援する
支援国調整会議でCIS各国を援助。92年2月キャンプ・デービッドでブッシュ・エリツィン会談。CIS各国を訪問。
33 ボスニア － この世の悪夢
91年9月からセルビア対クロアチア紛争。92年4月からボスニア・ヘルツェゴビナ紛争と、ユーゴスラビア紛争が続く。
34 冷戦後の世界 － 民主主義による平和の模索
ロシアの経済改革支援。92年5月、旧ソ連内の核保有国はロシアだけになった。START II交渉（調印は1993年1月）。1992年8月国務長官を辞し、大統領首席補佐官になった。